# Germanes Mercedàries Missioneres
Les Germanes Mercedàries Missioneres, conegudes com a Mercedàries Missioneres de Berriz (en espanyol, Mercedarias Misioneras de Bérriz), són una congregació religiosa femenina dedicada a les missions i l'ensenyament cristià. Les germanes que en formen part posposen les sigles M.M.B.

## Història
El 23 de maig de 1930, Margarita María López de Maturana (1884-1934), superiora del monestir de monges mercedàries de Berriz (fundat en 1540 i que havia obert una escola en 1873, començant llavors una tasca d'apostolat), va obtenir de la Santa Seu l'autorització per a convertir la comunitat contemplativa en un nou institut dedicat a l'apostolat actiu, mitjançant missions.
Culminava així un procés que la fundadora havia començat en 1920 fundant una associació de laics vinculada al monestir: la Juventud Mercedaria Misionera de Bérriz, que fomentava l'esperit missioner en les joves, que havien d'estendre la fe cristiana allí on fossin. En 1924, López de Maturana va demanar permís a la Santa Seu perquè les monges poguessin deixar la clausura, ja amb la idea ferma de refundar la comunitat com a institut missioner. El quart vot mercedari de la redempció de captius, es convertiria en el de romandre en la missió tot i que hi hagués perill de mort.
El 23 de gener de 1926, Pius XI donà el permís a títol experimental i la comunitat començà a enviar monges a Orient, al vicariat apostòlic de Wuhu (Xina). El mateix any, s'obrí una comunitat a la Xina i, en 1928, al Japó i a l'illa de Saipan. En 1928, Margarida Maria fou elegida superiora del convent de Berriz i va anar personalment a acompanyar les germanes d'una missió, visitant les comunitats existents i fundant de noves a Tòquio i a l'illa de Pohnpei.
Les constitucions foren aprovades definitivament el 3 de gener de 1939.

## Activitats i difusió
Les Mercedàries Missioneres es dediquen preferentment a l'apostolat missioner. Als tres vots habituals de pobresa, obediència i castedat, n'afegeixen un de dedicació a l'evangelització. També tenen col·legis.
Són presents a Espanya (col·legis a Berriz, Markina, Bilbao, Vitòria, Madrid, Sevilla), Itàlia (Roma) i, fora d'Europa a: Àfrica (República Democràtica del Congo, Zàmbia), Amèrica (Equador, Mèxic, Guatemala, Nicaragua, Perú, Estats Units), Àsia, on hi hagué les primeres comunitats de l'institut (Japó, Filipines, Taiwan) i Oceania (Illes Marianes, Palau i Micronèsia).
En 2006, tenia 467 religioses en 69 cases.